# Gabriel Blando
Gabriel Blando Sánchez (ur. w 1925 roku w Bucaramanga) – kolumbijski szermierz, florecista. Członek kolumbijskiej drużyny olimpijskiej w 1956 roku.